# دوست محمد خان (قاضي)
دوست محمد خان (بالأردوية: دوست محمد خان)‏ قاضٍ باكستاني أصبح كبير قضاة المحكمة العليا في باكستان من 1 فبراير 2014 إلى 20 مارس 2018. شغل سابقًا منصب كبير قضاة المحكمة العليا في بيشاور من 17 نوفمبر 2011 إلى 31 يناير 2014.
بصفته كبير قضاة المحكمة العليا في بيشاور ومن أحكامه المثيرة الجدل وصفه ضربات الطائرات بدون طيار بأنها "جرائم حرب"، وأمره الحكومة بإثارة القضية في الأمم المتحدة، وحكمه بإقصاء الرئيس السابق برويز مشرف مدى الحياة من خوض الانتخابات، وكذلك إعلانه بأن رسوم الوقود غير قانونية. وتشمل إنجازاته الأخرى: نظام تسوية المنازعات البديلة، ونظام الشكاوى عبر الإنترنت والمحاكم المتنقلة.
في 5 يونيو 2018 تم تعيينه قائمًا بأعمال رئيس وزراء خيبر باختونخوا  وتولى منصبه في 6 يونيو 2018.